# Je l'aime à mourir
Singles de Francis Cabrel
Pas trop de peine
(1978) Je rêve
(1979)
Pistes de Les Chemins de traverse
Souviens-toi de nous Les Pantins de naphtaline
Je l'aime à mourir est une chanson de Francis Cabrel, incluse dans l'album Les Chemins de traverse sorti en 1979. L'album a été vendu à plus de 600 000 exemplaires en France et la chanson qui en est issue, Je l'aime à mourir, vendue à plus de 700 000 exemplaires, reste la plus grosse vente de singles de Francis Cabrel. 
La chanson a fait l'objet d'une adaptation en espagnol sous le titre La quiero a morir (texte de Luis Gómez-Escolar) qui est chantée originellement par Cabrel lui-même (incluse dans l'album Algo más de amor en 1979) puis reprise avec un grand succès dans plusieurs pays d'Amérique latine. La face B de La quiero a morir est une traduction espagnole de Les chemins de traverse, devenue Los caminos que cruzan.
Une version combinant les deux est chantée par Shakira en 2011 lors de sa tournée The Sun Comes Out World Tour et fait l'objet d'un single enregistré en studio, Je l'aime à mourir/La quiero a morir, sorti le 5 décembre 2011.

## Classements et certifications
| Classement (1979) | Meilleure position |
| ----------------- | ------------------ |
| France (IFOP)     | 1                  |

| Classement (2012) | Meilleure position |
| ----------------- | ------------------ |
| France (SNEP)     | 132                |

| Classement (1979) | Meilleure position |
| ----------------- | ------------------ |
| France (IFOP)     | 6                  |

| Pays          | Certification | Date | Ventes  |
| ------------- | ------------- | ---- | ------- |
| France (SNEP) | Or            | 1979 | 700 000 |

## Reprises

### Version de Shakira
Singles de Shakira
Antes de las seis
(2011) Addicted to You
(2012)
Je l'aime à mourir (La quiero a morir) est une reprise de la chanson par la chanteuse colombienne Shakira. Elle reprend les deux versions française et espagnole. Elle interprète la chanson lors de ses concerts en pays francophones, durant la deuxième étape européenne de sa tournée The Sun Comes Out World Tour en 2011. Deux de ces concerts, à Paris-Bercy, ont été filmés pour les vidéos officielles de la tournée en DVD et Blu-Ray. Peu avant la sortie en DVD / Blu-Ray, une version studio pirate de la chanson enregistrée apparaît, et est plus tard officiellement publiée en tant que single promotionnel le 5 décembre 2011. Il est très bien accueilli par la critique et par ses fans. La chanson compte plus de 18 000 000 visionnages sur différents canaux comme sur YouTube en novembre 2011. Le titre arrive directement n°1 des ventes de singles en France la semaine de sa sortie avec 11 958 téléchargements. Le CD single sort le 23 janvier 2012 et permet au titre d'atteindre son record de ventes sur une semaine en s'écoulant en huitième semaine à plus de 16 684 exemplaires. En trente-huit semaines, il s'est écoulé à près de 203 000 exemplaires en France.

#### Classement

##### Classements hebdomadaires
| Classement (2011-2012)                  | Meilleure position |
| --------------------------------------- | ------------------ |
| Belgique (Flandre Ultratop 50 Singles)  | 9                  |
| Belgique (Wallonie Ultratop 50 Singles) | 1                  |
| Canada (Hot 100)                        | 34                 |
| France (SNEP)                           | 1                  |
| Slovaquie (IFPI Rádio)                  | 25                 |
| Suisse (Schweizer Hitparade)            | 18                 |

##### Certifications
| Pays           | Certifications |
| -------------- | -------------- |
| Belgique (BEA) | Or             |
| France (SNEP)  | Or             |
| Suisse (IFPI)  | Or             |

#### Historique de sortie
| Pays       | Date             | Format                 | Label                    |
| ---------- | ---------------- | ---------------------- | ------------------------ |
| Europe     | 15 novembre 2011 | Téléchargement digital | Sony Music Entertainment |
| États-Unis | 29 novembre 2011 | Téléchargement digital | Sony Music Entertainment |
| France     | 5 décembre 2011  | Téléchargement digital | Sony Music Entertainment |
| France     | 23 janvier 2012  | CD single              | Sony Music Entertainment |

### Autres reprises notables
- Patrick Sébastien dans une version parodique Je l'aime à courir (1979)[20]
- Lenka Filipová sous le titre Zamilovaná (en tchèque) (1981)
- Camilo Sesto La quiero a morir (1981)

- Jacques Sauveur Jean (Jakito) version Konpa sous le titre Je l'aime à Mourir .
- Manzanita La Quiero a Morir (en espagnol) (1981)
- Sergio Vargas, une version merengue sous le titre La quiero a morir (en espagnol) (1986)
- DLG, version salsa sous le titre La quiero a morir (en espagnol) (1997)
- Roch Voisine, album Double : Until death do us part (en anglais avec le refrain « Je l'aime à mourir » en français) (1990)
- Les Enfoirés, album Les Enfoirés à l'Opéra comique (1995) : duo avec Carole Fredericks et Basile Boli
- Alliage, album Musics (1998)
- Sergio Dalma, album Todo lo que Quieres La Quiero a Morir (en espagnol) (2005)
- Jonas sous le titre Until death do us part (en anglais avec le refrain « Je l'aime à mourir » en français) (2007)
- Quentin Mossiman sur son album Duel (2008)
- Les Enfoirés, album Les Secrets des Enfoirés (2008),pot-pourri par :
  - Kad Merad (« version endormie »)
  - Jean-Jacques Goldman et Michael Jones (« version jazz »)
  - Gérard Jugnot (« version japonaise »)
  - Mimie Mathy (« version hard-rock »)
  - Patrick Fiori (« version opéra »)
  - Jean-Baptiste Maunier (« version rap »)
  - Francis Cabrel, Kad Merad, Pascal Obispo et Public (version originale) (1995)
- Muchachito La Quiero a Morir (en espagnol) (2010)
- CNCO version espagnole sous le titre La quiero a morir (2021)
- Marc Antoine, chanteur québécois d'origine haïtienne
- Autres reprises en espagnol : Manzanita, Sergio Dalma, Giselle, Raphael et Camilo Sesto
- Jarabe de Palo et Alejandro Sanz, version espagnole sous le titre La quiero a morir.
- Miquel Abras version catalane sous le titre L'estimo a morir.
- André Segarra version chinoise sous le titre "我爱死她了" (wǒ ài sǐ tā le)[21].
- David Carreira version Acoustique.
- Louane version française à la FCF (le Festival de la Chanson Française)